# Agrypon fumipenne
Agrypon fumipenne är en stekelart som först beskrevs av Cresson 1874.  Agrypon fumipenne ingår i släktet Agrypon och familjen brokparasitsteklar. Inga underarter finns listade i Catalogue of Life.